# Пальчиков, Павел Иванович
Павел Иванович Пальчиков (4 октября 1905 года, станица Степная, пос. Стрелецкий, Троицкий уезд, Оренбургская губерния — 25 июля 1990 года, Москва) — советский военный деятель, полковник (1942 год).

## Начальная биография
Павел Иванович Пальчиков родился 4 октября 1905 года в станице Степная, ныне селе Степное Пластовского района Челябинской области.

## Военная служба

### Довоенное время
20 октября 1927 года призван Троицким райвоенкоматом и направлен в 44-й кавалерийский полк (11-я Гомельская кавалерийская дивизия, Приволжский военный округ), дислоцированный в Оренбурге, где после окончания полковой школы с сентября 1928 года служил командиром отделения, старшиной и врид командира взвода, командиром взвода полковой школы, командиром сабельного эскадрона, помощником начальника штаба полка по разведке. В период с апреля по май 1930 года старшиной в составе полка принимал участие в боевых действиях против басмачей на территории Каракум. В 1931 году вступил в ряды ВКП(б). В апреле 1936 года дивизия передислоцирована в Белорусский военный округ, где П. И. Пальчиков в том же месяце назначен на должность помощника начальника штаба 43-го кавалерийского полка этой же дивизии (ст. Пуховичи).
В период с ноября 1936 по апрель 1937 года находился на учёбе на кавалерийских курсах усовершенствования командного состава РККА в Новочеркасске.
В феврале 1938 года назначен на должность помощника начальника 1-й части (оперативного отделения) штаба 11-й кавалерийской дивизии, а в июле 1939 года капитан Пальчиков переведён на должность начальника штаба 45-го (100-го) кавалерийского полка в составе этой же дивизии, дислоцированного в городе Пружаны, после чего в сентябре принимал участие в ходе похода Красной Армии в Западную Белоруссию.
В 1940 году окончил факультет заочного обучения Военной академии имени М. В. Фрунзе, а в июне того же года назначен на должность начальника штаба 5-го мотострелкового полка (5-я танковая дивизия, 3-й механизированный корпус, Прибалтийский военный округ), дислоцированного в Алитусе.

### Великая Отечественная война
С началом войны П. И. Пальчиков находился на прежней должности на Северо-Западном фронте. 5-я танковая дивизия в составе 11-й армии принимала участие в ходе приграничного сражения в Прибалтике и, действуя в районе Алитуса, вела тяжёлые оборонительные боевые действия в отрыве от главных сил 3-го механизированного корпуса, участвовавшего во фронтовом контрударе под Шяуляем. В результате неудачных боёв 22 июня 1941 года в условиях подавляющего превосходства противника 5-й мотострелковый полк был окружен и разгромлен под Алитусом, и к утру 23 июня вышел к Вильно (75 автомашин и до 450 человек личного состава). В дальнейшем с остатками дивизии под командованием её командира полковника Ф. Ф. Фёдорова П. И. Пальчиков в условиях окружения с боями отступал по направлению Минск — Борисов — Смоленск — Ельня — Медынь — Тихонова Пустынь — Калуга. После выхода из окружения и расформировании дивизии в августе 1941 года капитан П. И. Пальчиков назначен на должность помощника начальника оперативного отдела штаба 30-й армии, после чего принимал участие в Смоленском сражении, в оборонительных боевых действиях юго-западнее г. Белый и на ржевском направлении, а октября — в Калининской и Клинско-Солнечногорской оборонительных операциях.
В декабре майор П. И. Пальчиков назначен на должность начальника штаба 251-й стрелковой дивизии, которая вскоре принимала в ходе Клинско-Солнечногорской, Калининской, Ржевско-Вяземской и Сычёвско-Вяземской наступательных операций и оборонительные боевых действий юго-восточнее Ржева. В августе дивизия начала наступательные боевые действия, освободила г. Погорелое Городище и впоследствии вышла на рубеж р. Вазуза.
В декабре 1942 года полковник П. И. Пальчиков назначен на должность начальника штаба 1-й гвардейской мотострелковой дивизии, преобразованной 23 января 1943 года в стрелковую. До конца февраля дивизия находилась в резерве фронта, затем была включена в состав 16-й армии, и с июля принимала участие в ходе Орловской и Брянской наступательных операций, в результате чего к 12 сентября вышли на восточный берег реки Десна, где перешла к обороне. Во второй половине октября дивизия со станции Брянск по железной дороге была передислоцирована в район города Великие Луки, где находилась во втором эшелоне, а с декабря участвовала в ходе Городокской наступательной операции и освобождении г. Городок. В период с 18 февраля по 6 марта 1944 года полковник П. И. Пальчиков исполнял должность командира 1-й гвардейской стрелковой дивизии, которая в это время вела наступательные боевые действия в районе Сыворотки, Кизики-Шатрово.
14 апреля 1944 года назначен на должность начальника штаба 1-го стрелкового корпуса, который вскоре принимал участие в боевых действиях в ходе Витебско-Оршанской, Полоцкой, Шяуляйской, Рижской и Мемельской наступательных операций и ликвидации курляндской группировки противника.

### Послевоенная карьера
После окончания войны находился на прежней должности.
В феврале 1946 года направлен на учёбу в Высшую военную академию имени К. Е. Ворошилова, после окончания которой в марте 1948 года назначен на должность старшего научного сотрудника 1-го отдела Управления по исследованию вопросов тактики и оперативного искусства Главного военно-научного управления Генштаба ВС СССР.
С мая 1952 года служил на должностях начальника группы и заместителя начальника 5-го отдела 6-го управления Военного министерства СССР, с ноября того же года — на должности старшего научного сотрудника 2-го отдела Управления по исследованию вопросов тактики и оперативного искусства Главного военно-научного управления Генштаба ВС СССР, с мая 1953 года — на должности старшего научного сотрудника отделения (с июня — группы) по планированию военно-научной работы Военно-научного управления Генерального штаба ВС СССР, а с октября 1956 года — на должности старшего научного сотрудника 1-го отдела Военно-научного управления Генерального штаба ВС СССР.
Полковник Павел Иванович Пальчиков 11 августа 1960 года вышел в запас. Умер 25 июля 1990 года в Москве.

## Награды
- Орден Ленина (20.04.1953)[5]
- Три ордена Красного Знамени (30.01.1943[6], 06.05.1945[7], 06.11.1947[5])
- Орден Кутузова 2 степени (22.07.1944)[8]
- Орден Отечественной войны 1 степени (17.08.1943)[9]
- Орден Отечественной войны 2 степени (06.04.1985)[10][11]
- Орден Красной Звезды (03.11.1944)[5]

- Медали, в том числе:
  - «За оборону Москвы» (25.04.1945)[12]
  - «За Победу над Германией в Великой Отечественной войне 1941—1945 гг.» (1945)
  - «Ветеран Вооружённых Сил СССР» (1976)
- знак «50 лет пребывания в КПСС»